# Aderspitze
Aderspitze är en bergstopp i Österrike.   Den ligger i distriktet Lienz och förbundslandet Tyrolen, i den centrala delen av landet, 300 kilometer väster om huvudstaden Wien. Toppen på Aderspitze är 2 990 meter över havet, eller 175 meter över den omgivande terrängen. Bredden vid basen är 0,64 km.
Terrängen runt Aderspitze är huvudsakligen bergig. Runt Aderspitze är det ganska glesbefolkat, med 26 invånare per kvadratkilometer.. Närmaste större samhälle är Matrei in Osttirol, 12,4 kilometer söder om Aderspitze. 
Trakten runt Aderspitze består i huvudsak av gräsmarker.